# Schmerztoleranz
Schmerztoleranz ist der höchste Grad und die längste Dauer an physischen Schmerzen, die ein Mensch freiwillig ertragen kann. Schmerztoleranz ist von dem Begriff der Schmerzschwelle zu unterscheiden. Die Schmerzschwelle beschreibt den Punkt, an dem eine Person zum ersten Mal Schmerzen spürt, der Reiz also in das Bewusstsein eindringt. Im Vergleich zur Schmerzschwelle ist die Schmerztoleranz individuell und von der jeweiligen Situation abhängig. Die Schmerztoleranz des Menschen ist von verschiedenen Einflussfaktoren abhängig.

## Messung

### Dolorimeter
Ein Dolorimeter ist ein Instrument, mit dessen Hilfe sich die Schmerzschwelle und die Schmerztoleranz messen lassen. Je nach Art des Stimulus sind verschiedene Geräte zu unterscheiden. Die am häufigsten eingesetzten Reize sind Hitze, Druck oder elektrische Stimuli. Während der Anwendung auf den Körper gibt die betreffende Person Auskunft über ihr Schmerzlevel.

### Cold Pressure Test
Der Cold Pressure Test ist die wohl meistverbreitete Art, die Schmerztoleranz zu messen. Dabei wird eine Hand in einen Behälter gehalten, der mit Eiswasser gefüllt ist. Die Schmerzschwelle wird anhand der Zeit gemessen, die zwischen dem Eintauchen und Verspüren von Schmerz liegt. Die Schmerztoleranz wird anhand der Zeit ermittelt, die zwischen dem Eintauchen und dem Zeitpunkt, an dem der Schmerz nicht mehr auszuhalten ist und die Hand aus dem Eiswasser genommen wird, liegt. Obwohl dies die beliebteste Testart ist, stellen Experten deren Verlässlichkeit in Frage. Eine konstante Wassertemperatur ist oft schwer aufrechtzuerhalten und schon kleine Unterschiede der Temperatur können einen großen Einfluss auf die Schmerzintensität und die Zeitspanne der Toleranz haben.

### Pain Intensity Scales
Zum Ermitteln der Schmerztoleranz verwenden Ärzte auch Fragebögen oder Skalen, um das Schmerzlevel einer Person zu ermitteln und um herauszufinden, wie gut bestimmte Schmerzbehandlungen wirken. Sie können auch eingesetzt werden, um eine Veränderung der Schmerztoleranz über einen gewissen Zeitraum zu beobachten. Häufig verwendete Fragebögen sind die McGill-Schmerzskala, Brief Pain Inventory questionnaire, Oswestry Disability Index questionnaire, Wong-Baker FACES pain rating scale und die Visuelle Analogskala.

## Einflussfaktoren
Die Schmerztoleranz wird durch zahlreiche Faktoren beeinflusst. Diese stehen zum Teil in engen Beziehungen zueinander, dennoch lassen sich schemenhaft physische, psychische und soziale Faktoren unterscheiden.

### Physische Einflussfaktoren

#### Alter
Mit dem Alter soll womöglich auch die Schmerztoleranz steigen, allerdings gibt es dafür noch nicht ausreichende Belege.

#### Gene
Gene sollen einen Einfluss darauf haben, wie ein Mensch Schmerz wahrnimmt. Zudem könnten genetische Faktoren beeinflussen, wie jemand auf Schmerzmedikationen reagiert.
Forscher sollen schon die Gene identifiziert haben, die damit zusammenhängen, warum manche Menschen eine höhere Schmerztoleranz haben als andere. Dafür wurde eine Studie mit Patienten, die an chronischen Schmerzen leiden, durchgeführt. Bei den vier identifizierten Genen handelt es sich um COMT, DRD2, DRD1 und OPRK1.

#### Geschlecht
Geschlechterunterschiede können mithilfe eines multifaktoriellen Schmerzmodells erklärt werden, demzufolge biologische, psychologische und soziale Faktoren bei der Wahrnehmung von Schmerzen zusammenwirken.
Da Frauen zyklusbedingt einer größeren Schwankung des Hormonspiegels unterliegen, werden Unterschiede im Schmerzempfinden auch auf zeitweise niedrige Estradiol-Spiegel bei Frauen zurückgeführt. Der Estradiol-Spiegel korreliert mit dem sensorischen und emotionalen Schmerzempfinden. Laut Studien soll er die Schmerztoleranz selbst nicht beeinflussen.
Bei Männern soll Ängstlichkeit das Schmerzempfinden stärker beeinflussen als bei Frauen. Dabei sollen Frauen allerdings eher zu einem katastrophisierenden Umgang mit Schmerz neigen, also einem Verhalten, bei dem die Folgen des Schmerzes schlimmer eingeschätzt werden.

#### Schwangerschaft
Schwangere Frauen haben im Durchschnitt eine geringere Schmerztoleranz als Nicht-Schwangere. Im ersten Trimester der Schwangerschaft sinkt die Schmerztoleranz ab. Die Ursache dafür ist noch nicht bekannt.
Frauen, die während der Schwangerschaft Angst vor den Wehen hatten, besitzen laut Tests während der Schwangerschaft eine niedrigere Schmerztoleranz als solche, die sich davor nicht fürchteten. Die gleiche Schmerzintensität wurde von Frauen während der Schwangerschaft als geringer eingeschätzt als kurz nach dem Gebären. Grund dafür könnte der starke Abfall des Estradiol-Spiegels sein.

#### Schlaf
Schlafstörungen, genauer der Verlust der Tiefschlafphase kann das Schmerzempfinden beeinflussen. Einer Studie zufolge ist die Schmerztoleranz unter Schlafentzug erheblich vermindert.

#### Sport
Studien zeigen, dass Athleten eine höhere Schmerztoleranz haben sollen als Nicht-Sportler. Sowohl körperliche als auch psychologische Einflüsse werden von Forschern in Betracht gezogen. Da Sportler sich regelmäßig kurzen Perioden von intensivem Schmerz aussetzen, sind sie gezwungen effektive Methoden für ihren Umgang mit Schmerzen zu entwickeln. Diese Strategien scheinen einen großen Einfluss auf ihre erhöhte Schmerztoleranz im Vergleich zu Nicht-Sportlern zu haben.
Zudem scheint es einen Unterschied zu machen, welche Sportart ausgeübt wird. So sollen Kontaktsportler eine höhere Schmerztoleranz als Nicht-Kontaktsportler haben, diese wiederum eine höhere Schmerztoleranz als Nicht-Sportler.
Eine weitere Studie testete und verglich die Schmerztoleranz von Ausdauersportlern im Vergleich zu der von Kraftsportlern anhand eines Hitzetests. Die Kraftsportler sollen dabei eine höhere Schmerzschwelle gehabt haben als die Ausdauersportler, während die Ausdauersportler eine höhere Schmerztoleranz gehabt haben sollen als die Kraftsportler.
So sollen Sportler nicht einfach eine höhere Schmerztoleranz als Nicht-Sportler haben, sondern es gibt auch Unterschiede bezüglich der Wahrnehmung von Schmerzen zwischen verschiedenen Sportarten.
Auch eine Studie mit professionellen Balletttänzern zeigte, dass diese eine signifikant höhere Schmerztoleranz besitzen als Nicht-Tänzer.

#### Opiate
Umfangreiche experimentelle Befunde und klinische Beobachtungen an Patienten sollen gezeigt haben, dass eine längere Medikation mit Opiaten die Schmerzsensibilität erhöhen soll. Morphin und andere Opioide lindern Schmerzen, indem sie die µ-Opioid-Rezeptoren stimulieren, was zu einer Inhibition von Impulsen in den Schmerzbahnen führt. Durch eine anhaltende Opioideinnahme kann es zu einer Toleranzentwicklung und Desensitivierung der Opiatrezeptoren kommen. Für die Erhöhung der Schmerztoleranz in diesem Zusammenhang gibt es mehrere Erklärungen, wobei schmerzinduzierende Neuropeptide eine wichtige Rolle spielen. Durch die chronische Stimulation der µ-Rezeptoren durch Opiate wird das zyklische AMP unterdrückt. Die Zelle reagiert darauf mit einer Hochregulation und einer erhöhten Synthese von zyklischem AMP. Infolgedessen wird auch das Protein, an das das zyklische AMP bindet, CREB, verstärkt gebildet. Das CREB induziert eine erhöhte Bildung von Dynorphin in den Zellen. Dieser Anstieg von Dynorphin führt zu einem erhöhten Schmerzempfinden.
Auch eine etwas ältere Studie zeigte anhand des Cold Pressure Tests, dass von Narkotika abhängige Personen eine sehr viel geringere Schmerztoleranz haben sollen als Nicht-Abhängige.

### Psychische Einflussfaktoren
Vor allem positive Gefühle wie Fröhlichkeit und Heiterkeit sollen die Schmerztoleranz zeitweise erhöhen. Um dies hervorzurufen, sei es notwendig, diese Gefühle äußerlich beispielsweise durch Lachen oder Gelächter zu zeigen. Zudem sollen Grinsen und Glücklichsein dasselbe Resultat hervorbringen. Humor kann zwei Effekte auf die Schmerztoleranz haben: Auf der einen Seite sei Humor eine Ablenkung, die den Fokus der Person, die Schmerzen erlebt, auf etwas anderes lenkt. Auf der anderen Seite sollen unter anderem Endorphine ausgeschüttet werden. Dadurch kann nicht nur der Schmerz reduziert, sondern auch die Schmerztoleranz gesteigert werden. Im Gegenzug vermindere Traurigkeit die Fähigkeit, Schmerz zu tolerieren.
Auch Angst soll eine geringere Schmerztoleranz verursachen. Werden Menschen allerdings im Voraus über das Wesen potentieller Schmerzen sowie die Ursache dieser Schmerzen detailliert aufgeklärt, so werde Angst vermindert und die Schmerztoleranz im Gegenzug erhöht. Da Angst und Entspanntheit wahrscheinlich antagonistisch operieren, besitzen entspannte Menschen eine erhöhte Schmerztoleranz.
Hinzukommend soll die Kompetenzerwartung die Fähigkeit, Schmerzen zu ertragen, beeinflussen. Besitzen Menschen eine hohe Kompetenzerwartung, d. h. sind diese Menschen zuversichtlicher, Schmerzen ertragen zu können, so seien diese weniger ängstlich und erhöhten damit ihre Schmerztoleranz. Andersherum verringere sich die Schmerztoleranz, wenn vorher bedrohliche Informationen weitergegeben wurden, wie beispielsweise die Information über mögliche, durch die Schmerzursache ausgelöste Folgeprobleme. Die Verringerung der Schmerztoleranz werde in diesem Fall zusätzlich verstärkt, da Menschen aufgrund der potentiellen Bedrohung schlechter in der Lage seien, Schmerzbewältigungsstrategien anzuwenden.
Da Bewältigungsstrategien und Schmerzen mit dem Aufwachsen eines Menschen erlernt werden, können auch Erfahrungen die Schmerztoleranz sowohl positiv als auch negativ beeinflussen.
Menschen, die unter einer Angststörung leiden, haben eher eine niedrigere Schmerztoleranz. Andere psychische Erkrankungen wie Bulimie hingegen sollen die Schmerztoleranz erhöhen. Auch Menschen, die sich selbst verletzen, ertragen Schmerzen angeblich länger. Damit wird eine hohe Schmerztoleranz auch häufig als Einflussfaktor bei suizidgefährdeten Menschen gehandelt.
Fühlen sich Menschen einsam oder von Einsamkeit bedroht, sollen sie eine geringere Schmerzsensibilität und somit sowohl eine erhöhte Schmerztoleranz als auch eine erhöhte Schmerzschwelle besitzen. Das betrifft  physischen und emotionalen Schmerz, was daran liegen könnte, dass beide Auslöser dieselben Areale im Gehirn ansprechen und die Schmerzantwort des Körpers aktivieren. Der Effekt der emotionalen Taubheit und der physisch erhöhten Schmerztoleranz kann in der Folge bereits nach kurzer Isolation eintreten. Tendenziell weisen Menschen, die ein großes soziales Netzwerk besitzen, wahrscheinlicher eine geringere Schmerztoleranz auf als Menschen, die sich in kleineren sozialen Netzwerken bewegen.
Im Gegenzug soll allerdings auch die Einbindung in eine soziale Gruppe, die ausreichend Identifikationsmöglichkeiten bietet, mit einer signifikanten Erhöhung der Schmerztoleranz einhergehen. Sehr deutlich werde dieser Effekt, wenn zwei Gruppen untereinander im Hinblick auf die Schmerztoleranz verglichen werden. So erhöhe sich beispielsweise die Schmerztoleranz, wenn eine Gruppe erfährt, dass sie mehr oder weniger Schmerzen ertragen kann als die jeweilige Vergleichsgruppe.
Zu guter Letzt soll auch Fluchen bei vielen Menschen Schmerzen lindern und die Schmerztoleranz erhöhen. Das wiederholte Aussprechen bestimmter Schimpfwörter könne die Schmerztoleranz steigern, wohingegen das Wiederholen von neutralen Wörtern keinen Einfluss auf die Schmerztoleranz habe. Bei Menschen, die im Alltag häufig fluchen, sei der Effekt der steigenden Schmerztoleranz allerdings weniger ausgeprägt als bei Menschen, die im Alltag nur selten fluchen.

## Soziale Einflussfaktoren
Auch soziale Faktoren, vor allem die Identifikation mit spezifischen Gruppen, in denen es ein Ideal hinsichtlich der Schmerztoleranz gibt, sollen diese beeinflussen.
Bei einem Experiment, bei dem über den Zeigefinger elektrische Impulse aufgenommen wurden, wurde folgendes ermittelt: Männer, die angeben, sich stark über ihr eigenes Geschlecht zu identifizieren, besäßen eine höhere Schmerztoleranz als Frauen, die sich mit ihrem Geschlecht identifizieren und Männer, die sich nicht stark über ihr Geschlecht identifizieren. Letztere sollen im Schnitt die gleiche Schmerztoleranz wie sich schwach oder gar nicht mit ihrem Geschlecht identifizierende Frauen gezeigt haben. Daraus kann geschlossen werden, dass Gendernormen und Identifikation starke Auswirkungen auf die Schmerztoleranz haben können. Bekamen die Test-Probanden die gleichen Einschätzungen darüber, wie lange sie die Schmerzen aushalten würden, glichen sich anscheinend die Schmerztoleranzen beider Geschlechter an. Das könne bedeuten, dass die Schmerztoleranz unter anderem von den Erwartungen der Umwelt abhängig ist.
So soll es auch innerhalb verschiedener Kulturen aufgrund der unterschiedlichen Geschlechterrollen, die Männern und Frauen zugeschrieben werden, Variationen der Schmerztoleranzen geben.
Eine Studie, in der Psychologiestudenten aus den USA und Indien getestet wurden, die ähnliche soziale Hintergründe und das gleiche Durchschnittsalter hatten, ergab, dass die Schmerztoleranz bei solchen Kulturen, in denen es verpönt wird, Schmerzen offen zu zeigen, ansteigt. So sei die Schmerztoleranz bei den indischen Studenten höher gewesen.